# 清溪縣 (天寶)
清溪縣，唐朝时设置的县。
本牛鞞縣。天寶元年（742年）更名清溪縣，屬資州、資陽郡。後前蜀、後唐、後蜀仍置。北宋乾德五年（967年），廢縣。故治在今內江石子鎮。